# Charles de La Hueterie
Charles de La Hueterie est un poète français du XVIe siècle. 

## Biographie
Il avait été secrétaire du duc de Vendomois. Pendant l'exil de Clément Marot, il fit des démarches pour le remplacer dans la charge de valet de chambre du roi François Ier. Marot, à son retour d'Italie, publia, sous le nom de Fripelipes, son valet, une épître dans laquelle il passe en revue ses ennemis, qu'il couvre de ridicule, et reproche à La Hueterie d'avoir essayé de lui ravir sa place à la cour. En lui répondant, La Hueterie dit à Marot qu'il n'a demandé sa place que parce qu'il était scandalisé de sa conduite :
Car si scandalisé ne feusse,
Ta place demandé je n'eusse.
Dans une autre épître digne de Marot, à qui, dans le temps, elle fut attribuée, Charles Fontaine a bien maltraité :
Les chants royaux, épîtres, rondelets,
Mis en avant par nos deux secrétaires.
L'un de ces secrétaires est La Hueterie, et l'autre son associé François de Sagon, qui fut le véritable chef de la ligue formée contre Marot. À l'époque de ces disputes, la Hueterie était déjà vieux et malade, mais on ignore la date de sa mort.

## Publications
- Le Dangereux Passage de vice et consolatif voyage de vertu, 1536
- Le Concile des dieux, sur les très heureuses et magnifiques noces de Jacques, roi d'Écosse, et de la princesse Magdeleine, fille aînée de François Ier, 1536
- Contre-Blasons de la beauté des membres du corps humain, contenu dans Blasons du sexe masculin et féminin, 1550
- Protologies françoises, orthodoxes commentaires sur aucunes frivoles opinions, avec épitome des gestes présents en rimes léonines. Demande de service royal en épîtres, rondeaux, ballades (s. d.)

## Source
- « Charles de La Hueterie », dans Louis-Gabriel Michaud, Biographie universelle ancienne et moderne : histoire par ordre alphabétique de la vie publique et privée de tous les hommes avec la collaboration de plus de 300 savants et littérateurs français ou étrangers, 2e édition, 1843-1865 [détail de l’édition]